# Долина Луары

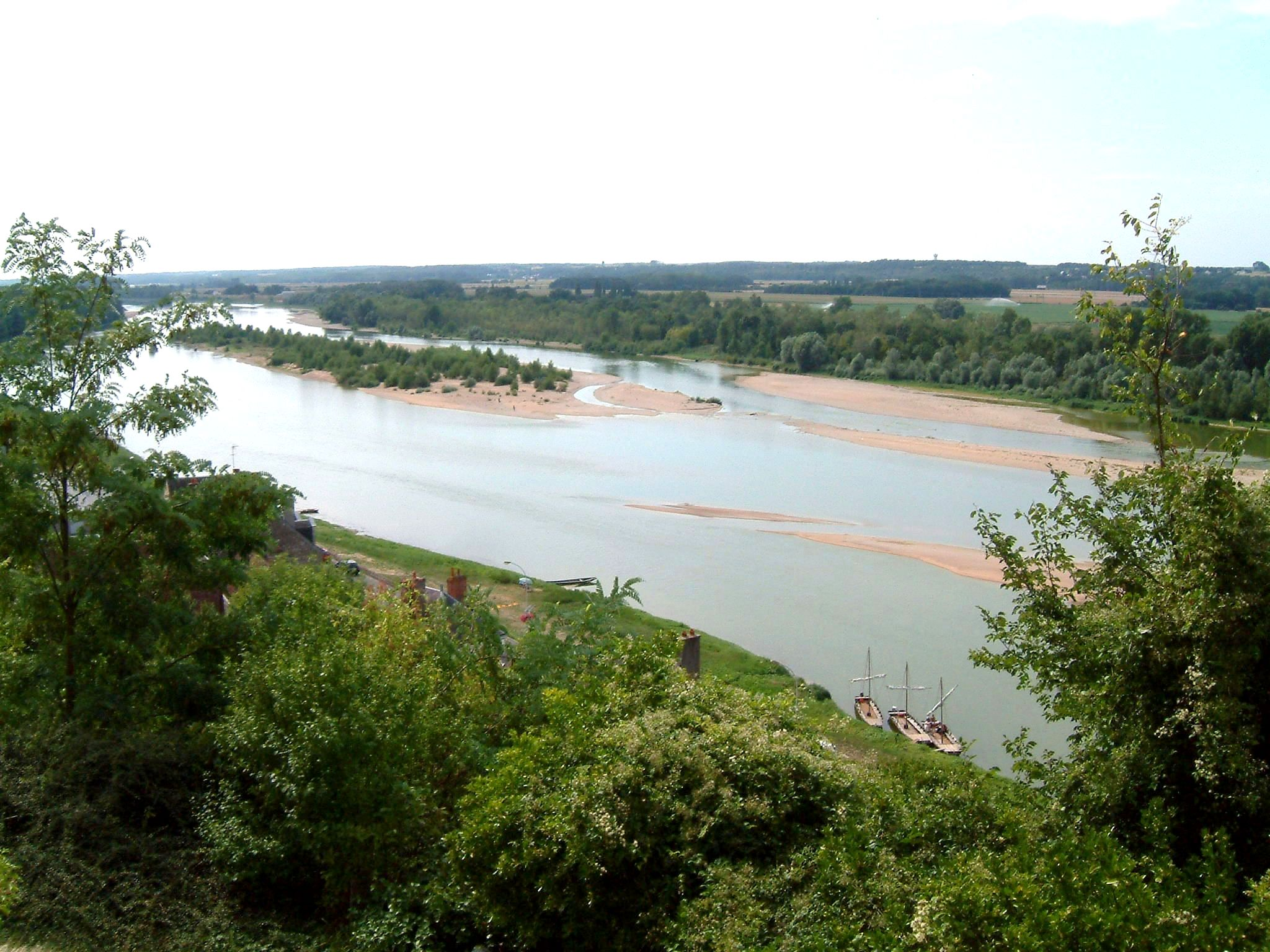
Луара в районе Шомона

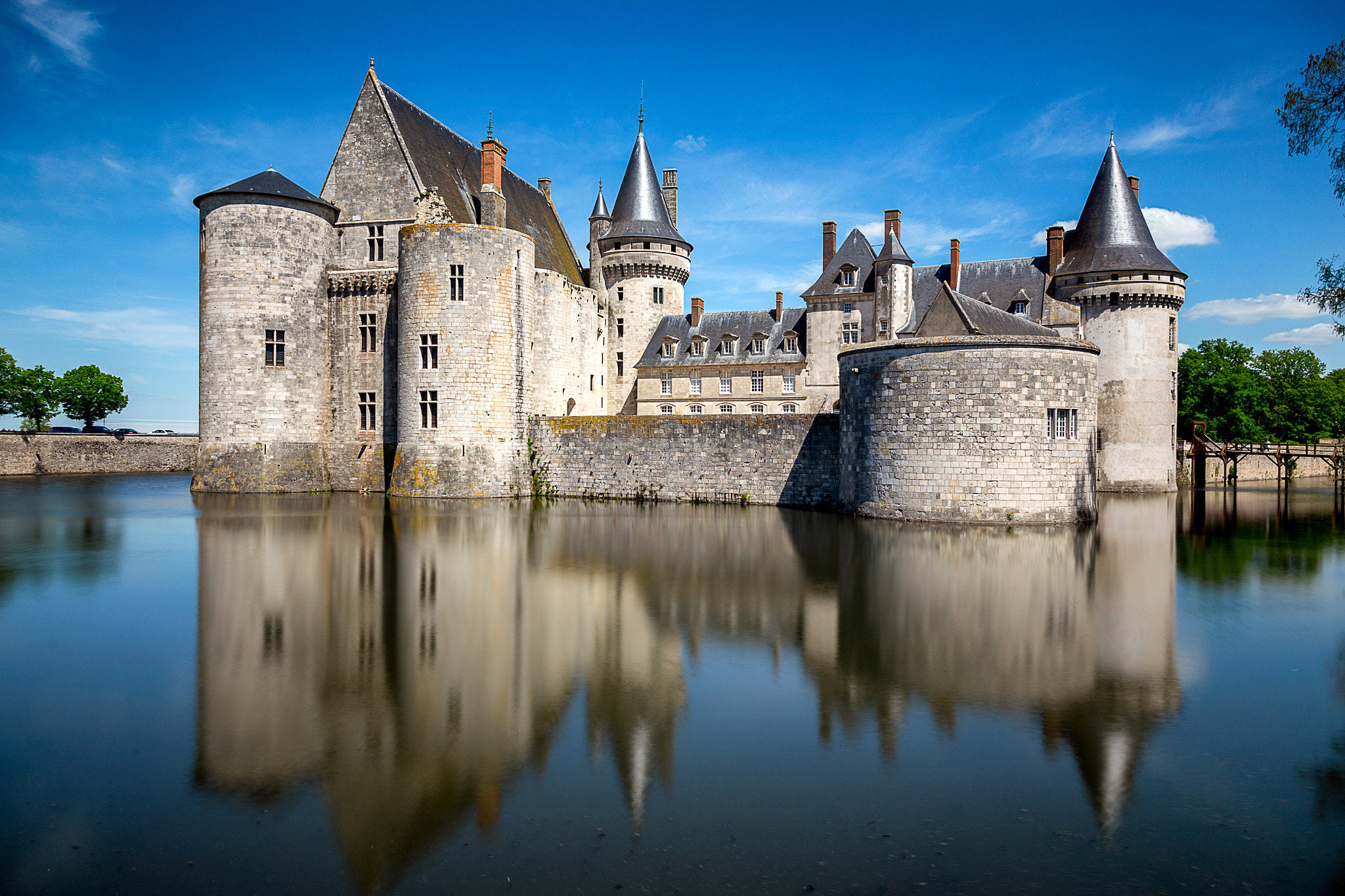
Замок Сюлли-сюр-Луар

Долина Луары (фр. Val de Loire) — культурно-географическая область во Франции по течению реки Луары, которая знаменита своими замками и виноградниками. Благодаря незаурядному архитектурному наследию участок долины между Сюлли и Шалоном вошёл в список объектов всемирного наследия ЮНЕСКО.
Луара пересекает Францию с юго-востока на северо-запад, а в районе Орлеана поворачивает на запад. Восточная часть долины, где сосредоточены основные достопримечательности, относится к региону Центр — Долина Луары с административным центром в Орлеане, западная часть — к региону Пеи-де-ла-Луар с центром в Нанте. До революции долина была разделена на провинции Анжу, Турень и Орлеане.

## Архитектура
Долина Луары служила в период, предшествовавший строительству дворца в Версале, основным местом расположения во Франции загородных резиденций короля и придворных. Всего в «долине» имеется не менее шестидесяти шато, открытых для публики. Крупнейшие из них являются государственными музеями, но некоторые из них находятся в частной собственности. Французское государство вернуло наследникам королевской семьи резиденцию в Амбуазе, где провёл последние годы жизни и был похоронен Леонардо да Винчи. Замки сосредоточены в основном в среднем течении реки. Большая часть из них построена еще в Средние века, но перестроена в эпоху Возрождения.

## Виноделие

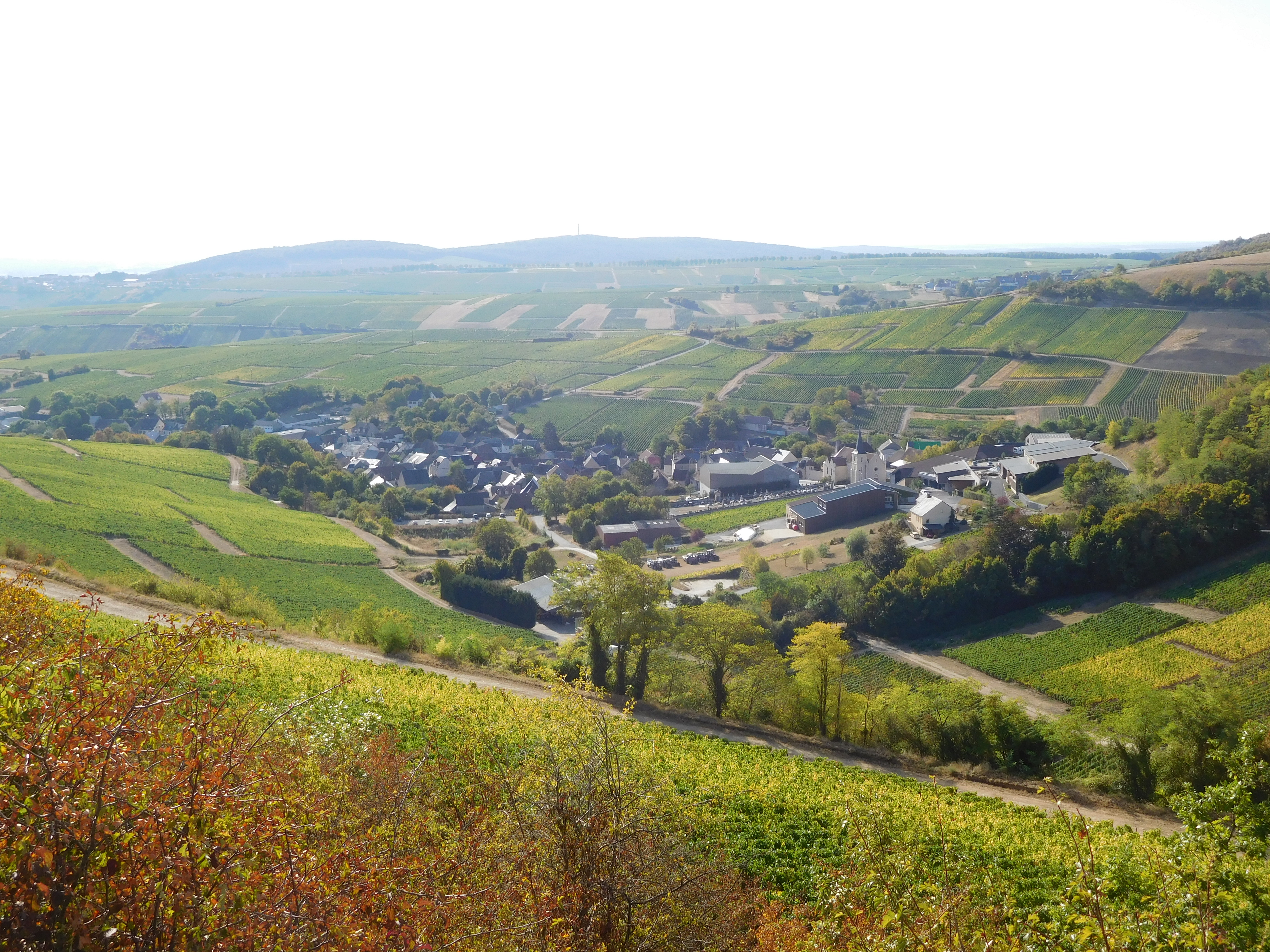
Виноградники в окрестностях Сансера

Долина Луары — один из крупнейших по площади винодельческих регионов Франции, протянувшийся почти на 300 км вдоль русла Луары и её притоков. По причине большой протяжённости региона в широтном направлении климат в различных его частях меняется от морского к полуконтинентальному. В Луаре преобладают три основных типа почв: известняк (мел), песчаники и сланцы. Ввиду относительно прохладного климата и частых осенних дождей большое значение придаётся расположению виноградников на тех или иных склонах холмов. Вина Луары весьма разнообразны: белые (сухие, полусухие, сладкие), розовые (сухие, полусухие), красные, игристые. Большинство из них не предполагает длительного хранения. С берегов Луары происходят культивируемые ныне во всём мире сорта белого винограда — шенен и совиньон.